# Università Federale del Pará
L''Università Federale del Pará o UFPA è una delle tre università di Belém, nello stato federale brasiliano del Pará.
Nel 1902 fu fondata la sua prima Facoltà: la Facoltà di Giurisprudenza, seguita da quella di Farmacia l'anno dopo e dalla Facoltà di Medicina nel 1909. Ma l'università vera e propria venne creata solo diversi decenni più tardi, il 2 luglio del 1957, con un decreto del presidente brasiliano Juscelino Kubitschek.
L'area territoriale occupata dall'UFPA è di circa 3.328.655,80 m², mentre le sue strutture si estendono complessivamente su una superficie di circa 204.930,90 m².
L'università, che è su base pubblica, offre 340 corsi di laurea nei campus di Belém, Abaetetuba, Altamira, Ananindeua, Bragança, Breves, Cametá, Capanema, Castanhal, Salinópolis, Soure e Tucuruí. Tra le aree di ricerca più importanti ci sono la geologia, la genetica e le neuroscienze.